# Tour Total (Michelet)
Pour les articles homonymes, voir Tour Total.
La tour Michelet est un gratte-ciel de bureaux situé dans le quartier d'affaires français de la Défense (précisément à Puteaux). Elle accueille notamment la société Total, dont elle était le siège social jusqu'à son transfert à la tour Total Coupole en 2000 lors du rachat d'Elf Aquitaine. Dès sa création, elle a été le siège de la société Kodak Pathé.

## Iconographie

Vue du parvis.